# Aotearoa magna
Pour les articles homonymes, voir Aotearoa.
Genre
Espèce
Synonymes
- Zearchaea magna Forster, 1949

Aotearoa magna, unique représentant du genre Aotearoa, est une espèce d'araignées aranéomorphes de la famille des Mecysmaucheniidae.

## Distribution
Cette espèce est endémique de Nouvelle-Zélande. Elle se rencontre dans la région du Southland dans le Fiordland dans le Sud-Ouest de l'île du Sud.

## Description

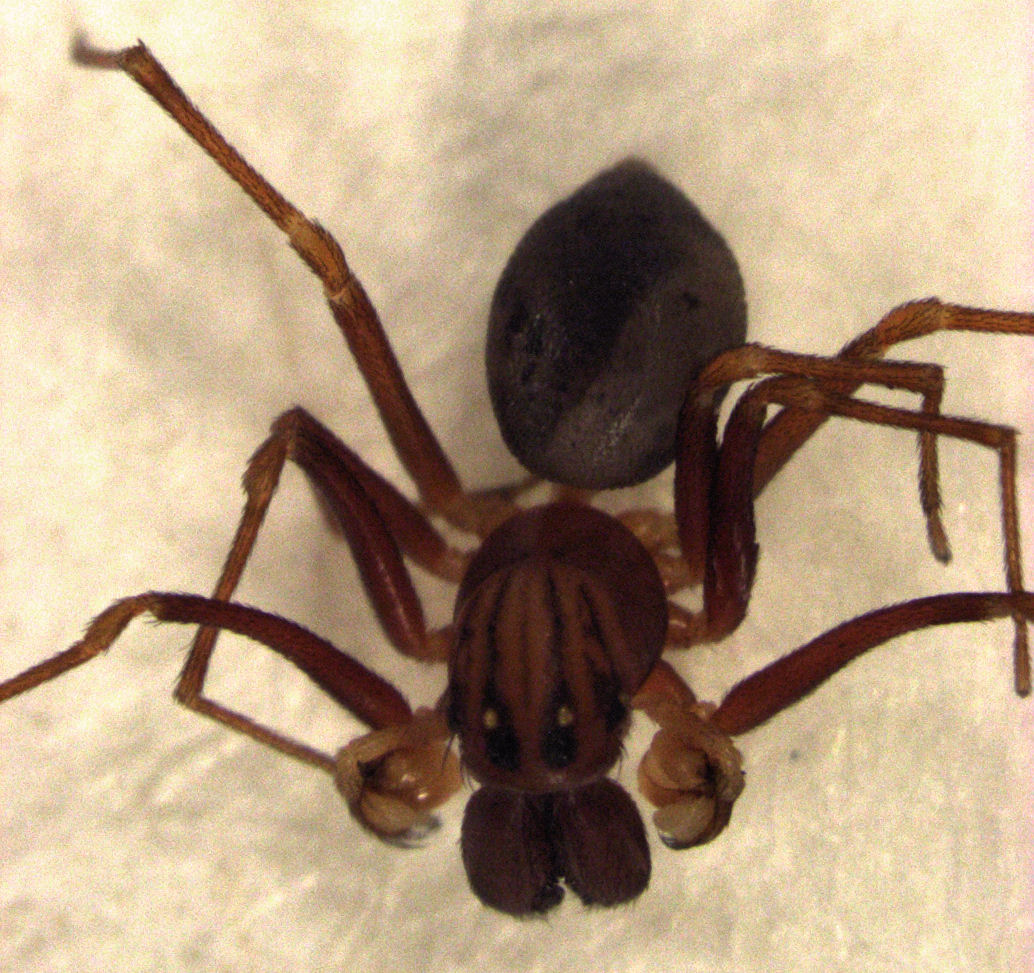
Aotearoa magna ♂

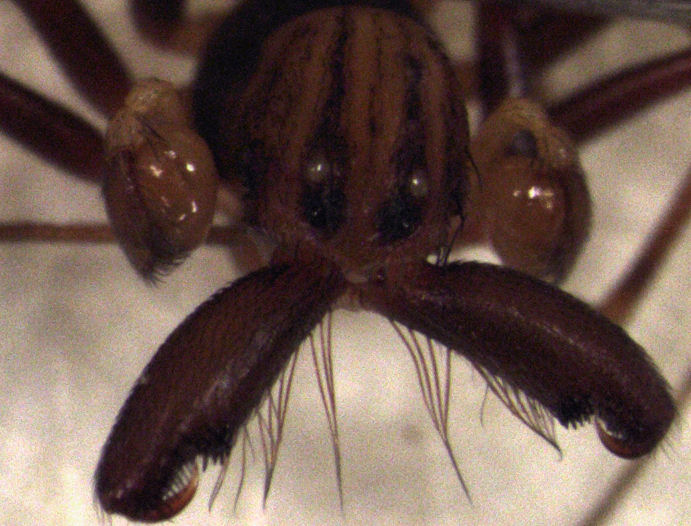
Chélicère du mâle

Aotearoa magna mesure 3 mm et compte huit yeux.

## Publications originales
- Forster, 1949 : New Zealand spiders of the family Archaeidae. Records of the Canterbury Museum, vol. 5, p. 193-203.
- Forster & Platnick, 1984 : A review of the archaeid spiders and their relatives, with notes on the limits of the superfamily Palpimanoidea (Arachnida, Araneae).  Bulletin of the American Museum of Natural History, no 178, p. 1-106 (texte intégral).